# Горожанка (село, Брянская область)
Горожа́нка — село в Суземском районе Брянской области России. Входит в состав Суземского городского поселения.

## География
Село находится в юго-восточной части Брянской области, в зоне хвойно-широколиственных лесов, в пределах западных склонов Среднерусской возвышенности, на берегах реки Городня, при автодороге 15К-2408, на расстоянии примерно 5 км (по прямой) к юго-западу от Суземки, административного центра района. Абсолютная высота — 169 м над уровнем моря.

### Климат
Климат умеренно континентальный с достаточным увлажнением. Среднегодовая многолетняя температура воздуха составляет 6,7 °С. Средняя температура воздуха летнего периода — 17,6 °C; зимнего периода — −4,4 °C. Безморозный период длится в среднем 149 дней. Продолжительность периода активной вегетации растений (со среднесуточной температурой воздуха выше 10 °C) составляет 148 дней. Среднегодовое количество атмосферных осадков составляет 637,2 мм, из которых большая часть выпадает в тёплый период. Устойчивый снежный покров держится в течение 116 дней.

### Часовой пояс
Село Горожанка, как и вся Брянская область, находится в часовой зоне МСК (московское время). Смещение применяемого времени относительно UTC составляет +3:00.

## Население
| 2010 | 2013 |
| ---- | ---- |
| 81   | ↘74  |

### Национальный состав
Согласно результатам переписи 2002 года, в национальной структуре населения русские составляли 92 % из 90 чел.